# Heinz Rippert
Heinz Rippert (* 6. April 1912 in Velbert, Deutsches Reich; † August 1989 in Bad Alexandersbad) war ein deutscher Schauspieler bei Bühne, Film und Fernsehen sowie ein Theaterregisseur.

## Leben und Wirken
Rippert hatte ein humanistisches Gymnasium besucht und anschließend an einer Universität Jura studiert. Künstlerisch fortgebildet wurde Rippert ab 1933 an der Max-Reinhardt-Schule des Deutschen Theaters Berlin. Nahezu zeitgleich wurde er vor die Kamera geholt, noch ehe Rippert seinen Einstand als fest engagierter Schauspieler auf Theaterbrettern geben konnte. Nach seinem Debüt am Potsdamer Stadttheater sah man ihn noch in den 1930er Jahren u. a. an Berlins Renaissancetheater und an Heinrich Georges Schiller-Theater. Im Zweiten Weltkrieg gehörte Heinz Rippert dem Ensemble des Düsseldorfer Schauspielhauses an, seine letzte Bühnenstation vor Kriegsende war in der Spielzeit 1943/44 Hannover. Hier füllte er das Rollenfach des Ersten Helden aus.
Seine Nachkriegslaufbahn begann Heinz Rippert als Schauspieler und Regisseur an Mannheims Nationaltheater, wo er bis 1951 blieb. Danach ging er für viele Jahre an die Städtischen Bühnen in Krefeld. Weitere Theaterstationen in Ripperts künstlerischen Vita waren Bielefeld, Nürnberg und Hamburg. Außerdem trat er im Rahmen der Recklinghauser Festspielen auf und inszenierte dort den „Jedermann“ mit den Kollegen Claus Clausen, Tilla Durieux und Hilde Körber in den Hauptrollen. Auch an weiteren Spielstätten wirkte er als Regisseur bzw. Intendant. So war er 1978 als Regisseur des Historischen Festspiels "Der Meistertrunk" in Rothenburg ob der Tauber tätig.
Nach drei Jahrzehnten Kameraabstinenz kehrte Rippert 1969 vor selbige zurück und wirkte in den kommenden Jahren in einer Reihe von Fernsehspielen mit, ohne dabei sonderlich große Spuren zu hinterlassen. Der gebürtige Westfale mit den markanten Gesichtszügen war mit der zwei Jahre älteren Berufskollegin Heidi Kuhlmann (1910–1993) verheiratet und lebte in Kleinwendern / Bad Alexandersbad, wo er entscheidenden Anteil an der Errichtung eines Dorfmuseums hatte. Rippert hat auch eine Reihe von Schriften über das Theater, eine Komödie, mehrere Erzählungen sowie eine Chronik über Bad Alexandersbad veröffentlicht.

## Filmografie
- 1934: Ich für Dich – Du für mich
- 1934: Hermine und die sieben Aufrechten
- 1936: Klein aber mein (Kurzfilm)
- 1936: Der neue Schiffsjunge (Kurzfilm)
- 1936: Familienparade
- 1938: Pour le Mérite
- 1939: Johannisfeuer
- 1969: Das Wunder von Lengede
- 1969: Troilus und Cressida
- 1970: Auftrag: Mord
- 1970: Miss Molly Mill (zwei Folgen)
- 1971: Gestern gelesen (TV-Serie, eine Folge)
- 1973: Der Kreidegarten
- 1977: MS Franziska (TV-Serie, eine Folge)